# 懷化郡
懷化郡，中国南北朝时设置的郡。
- 南齐设立懷化郡，属于宁蛮府。下辖懷化县、编县、遂城县、精阳县、新化县、遂宁县、新阳县。
- 南齐设立懷化郡，属于梁州。荒或无民户。
- 西魏设立怀化郡，属于遂州。治所在长江县（今四川省蓬溪县西南郪口乡长江坝）。北周辖境相当今四川省蓬溪县、重庆市潼南区等地。北周下辖长江县、始兴县。隋文帝开皇三年（583年）废懷化郡，属县直属遂州。